# Hadise
Hadise (Mol, Belgija, 21. ožujka 1985.) je belgijsko-turska ritam i blues pjevačica i tekstospisateljica.

## Glazbena karijera
Karijeru je započela 2004. sa singlom "Sweat". 2005. je izdala prvi album koji se zove Sweat, te osvojila nagradu Altin Klebek (hrv. "Zlatni leptir").

### Eurovizija 2009.
Godine 2009. predstavljala je Tursku na Euroviziji s pjesmom "Düm Tek Tek". U polufinalu je završila 2. s 172 boda, te se kvalificirala u finale. U finalu je završila 4. sa 177 boda.

### Nagrade
2006

Tmf ‘Best Urban’ (Belgija)
2007

Tmf ‘Best Urban’ (Belgija)

Altın Kelebek ‘Best new Artist’ (Turska)
2009

Tmf ‘Best Urban’ (Belgija)

Altın Kelebek ‘Best Song’ (Turska)

Altın Kelebek ‘Best Female Artist’ (Turska)
2010

Balkan Music awards ‘Best female artist’ (Bugarska)

## Diskografija

### Studijski albumi
- 2005.: Sweat
- 2008.: Hadise
- 2009.: Fast Life
- 2009.: Kahraman
- 2011.: Aşk Kaç Beden Giyer?
- 2017.: Sıfır Tolerans
- 2019.: Geliyorum Yanına